# برای همیشه مریلین
برای همیشه مریلین (به انگلیسی: Forever Marilyn) تندیسی غول‌پیکر از مریلین مونرو است که توسط سووارد جانسون طراحی شده‌است. این تندیس یکی از سرشناس‌ترین تصاویر مونرو را ارائه کرده‌است، که از فیلم خارش هفت‌ساله (۱۹۵۵) اثر بیلی وایلدر گرفته شده‌است. این تندیس که در ۲۰۱۱ ساخته شده‌است، در اماکن گوناگونی در ایالات متحده آمریکا و همچنین استرالیا به نمایش گذاشته شده‌است.